# 山形県立産業技術短期大学校
山形県立産業技術短期大学校（やまがたけんりつさんぎょうぎじゅつたんきだいがっこう、英語：Yamagata College of Industry and Technology）は、全国初の県立の職業能力開発短期大学校である。

## 歴史
- 1993年4月 - 山形県山形市に開校
- 1997年4月 - 山形県酒田市に山形県立産業技術短期大学校庄内校が開校
- 1997年10月 - プエブロコミュニティカレッジ（アメリカ合衆国コロラド州）と姉妹校締結
- 2003年4月 - 産業情報専攻科を設置

## 訓練科
- デジタルエンジニアリング科
- メカトロニクス科
- 知能電子システム科
- 情報システム科
- 建築環境システム科
- 土木エンジニアリング科 (2017年度より)
- 産業技術専攻科

### 庄内校
- 生産エンジニアリング科
- 情報通信システム科
- IT会計ビジネス科

## 専攻科
- 産業情報専攻科

## 学校長
- 初代 清水 二郎（1993年4月 - 2005年3月）
- 二代 赤塚 孝雄（2005年4月 - 2011年3月）
- 三代 横山 正明（2011年4月 - 2017年3月）
- 四代 尾形 健明（2017年4月 - 2023年3月）
- 五代 佐藤 俊一（2023年4月 -                ）

## 提携校
- プエブロコミュニティカレッジ（ アメリカ合衆国コロラド州）

1997年10月 姉妹校締結

## その他
- 全国の職業能力開発短期大学校の中でも数少ない、国家資格の基本情報技術者試験（FE）の午前科目免除制度の認定校となっている[1][2]。